# Radda in Chianti

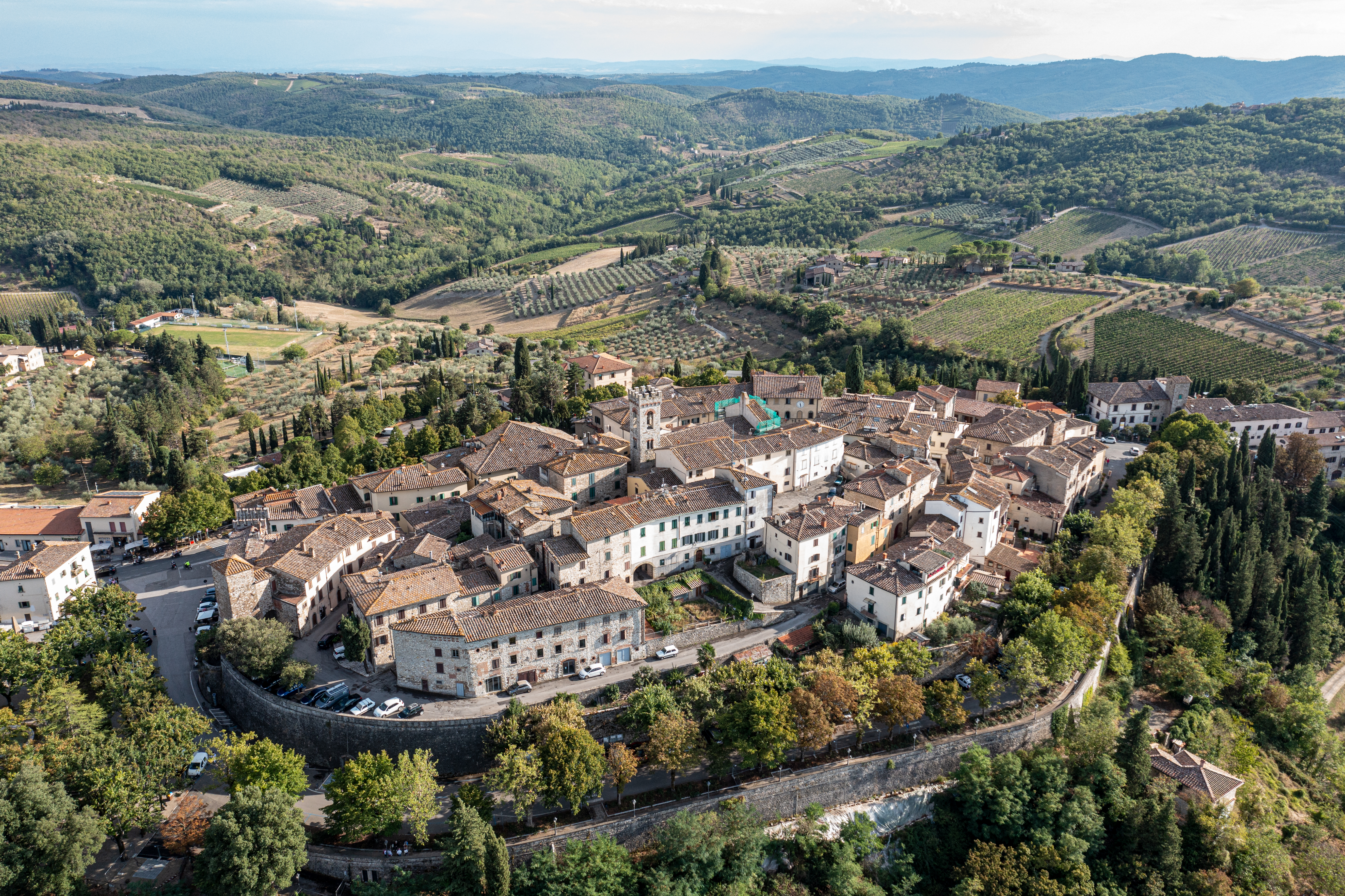
Luftaufnahme von Radda in Chianti

Radda in Chianti (meist nur Radda) ist eine Gemeinde mit 1445 Einwohnern (Stand 31. Dezember 2023) in der Provinz Siena der Region Toskana in Italien.

## Geografie

Lage von Radda in Chianti in der Provinz Siena

Der Ort erstreckt sich über 80 km². Radda liegt im Weinanbaugebiet des Chianti Classico und ist von großen Höhenunterschieden geprägt. So liegt der Hauptort in einer Höhe von 530 Metern, während der tiefstgelegene Stadtteil Lucarelli bei etwa 280 m liegt. Der höchste Punkt der Gemeinde liegt bei 845 m auf dem Monte Querciabella. Im Gemeindegebiet entspringt der Fluss Staggia. Zudem durchfließt der Arbia (6 km) und der Pesa (13 km) den Ort. Die Gemeinde liegt in der klimatischen Einordnung italienischer Gemeinden in der Zone E, 2 245 GG.
Zu Ortsteilen (frazioni) zählen Badia a Montemuro (706 m), Castelvecchi (580 m), Colle Petroso (520 m), La Villa (475 m), Lucarelli (285 m), Monterinaldi, Palagio (515 m), Selvole (504 m) und Volpaia (617 m).
Die Nachbargemeinden sind Castellina in Chianti, Castelnuovo Berardenga, Cavriglia (AR), Gaiole in Chianti und Greve in Chianti (FI).

## Geschichte
Ergebnissen archäologischer Ausgrabungen zufolge war der Ortskern schon um 2000 v. Chr. bewohnt und wurde im 1. Jahrtausend v. Chr. wahrscheinlich von den Etruskern besiedelt. Das erste gesicherte Dokument über Radda wurde in einem Schriftstück von Otto III. gefunden und ist auf das Jahr 1002 datiert. 1041 erscheint Radda als Ramda judicaria fiorentina et fesulana in den Aufzeichnungen des Klosters Badia a Coltibuono. Aufgrund seiner Lage zwischen Florenz und Siena war Radda Schauplatz mehrfacher Auseinandersetzungen der Republiken Florenz und Siena. Als die Florentiner Republik 1250 das Chianti-Gebiet in drei Ligen (Terziere di Radda, Terziere di Gaiole und Terziere di Castellina) aufteilte, wurde Radda Hauptstadt der sogenannten Lega del Chianti. Dieser Status wurde 1415 bestätigt.

## Sehenswürdigkeiten

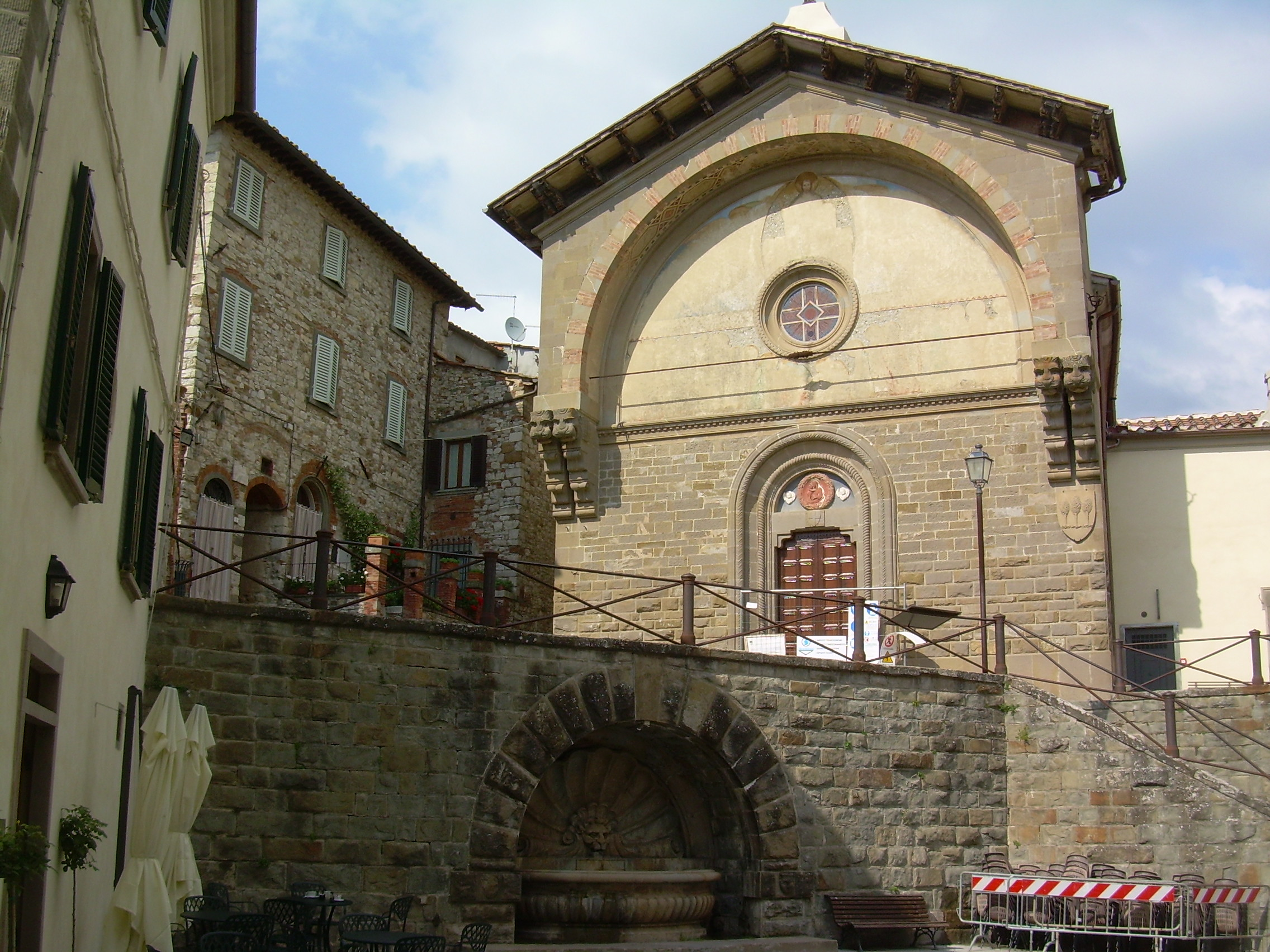
Kirche Propositura di San Niccolò gegenüber dem Rathaus in Radda

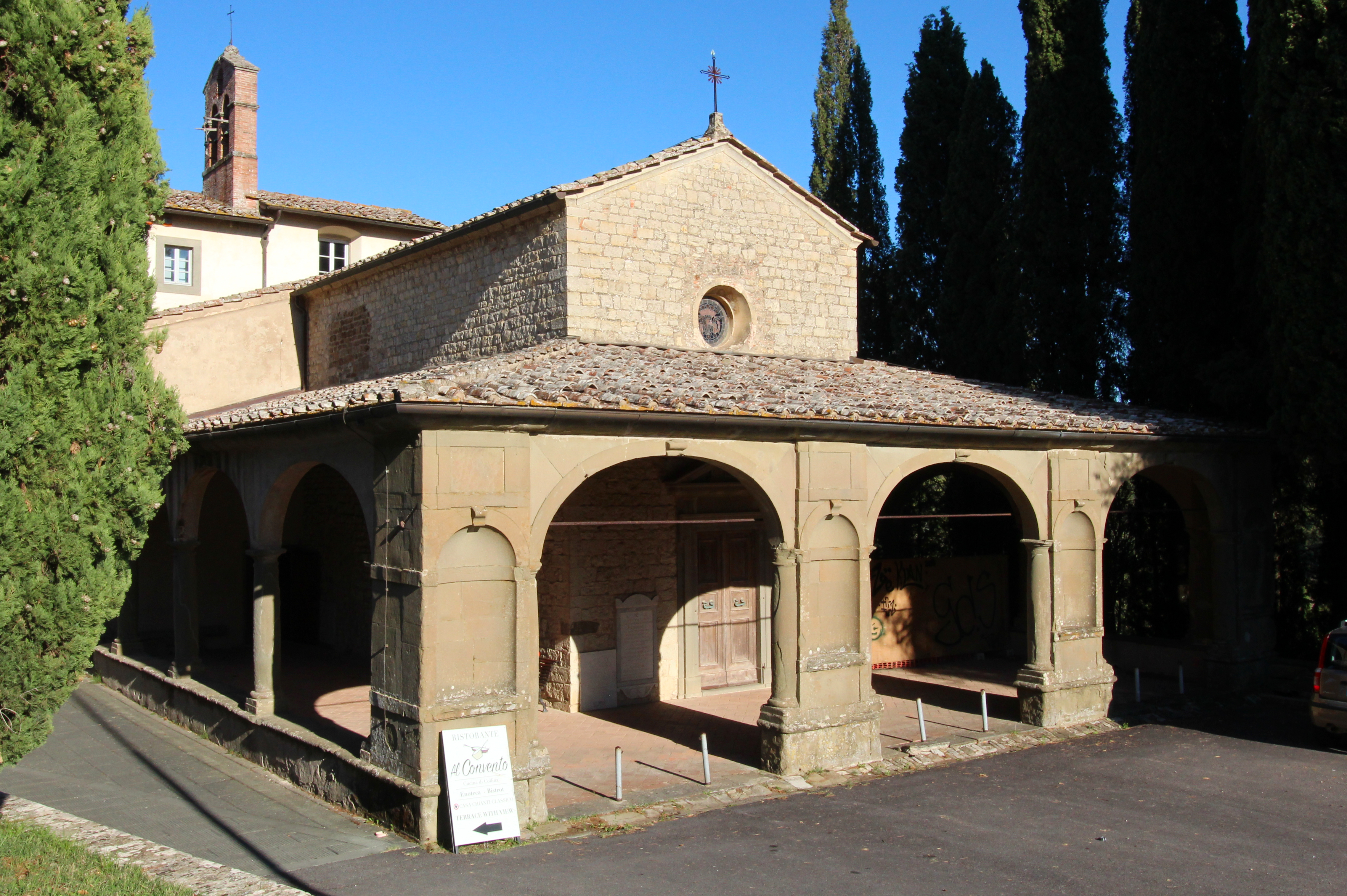
Kirche Santa Maria in Prato

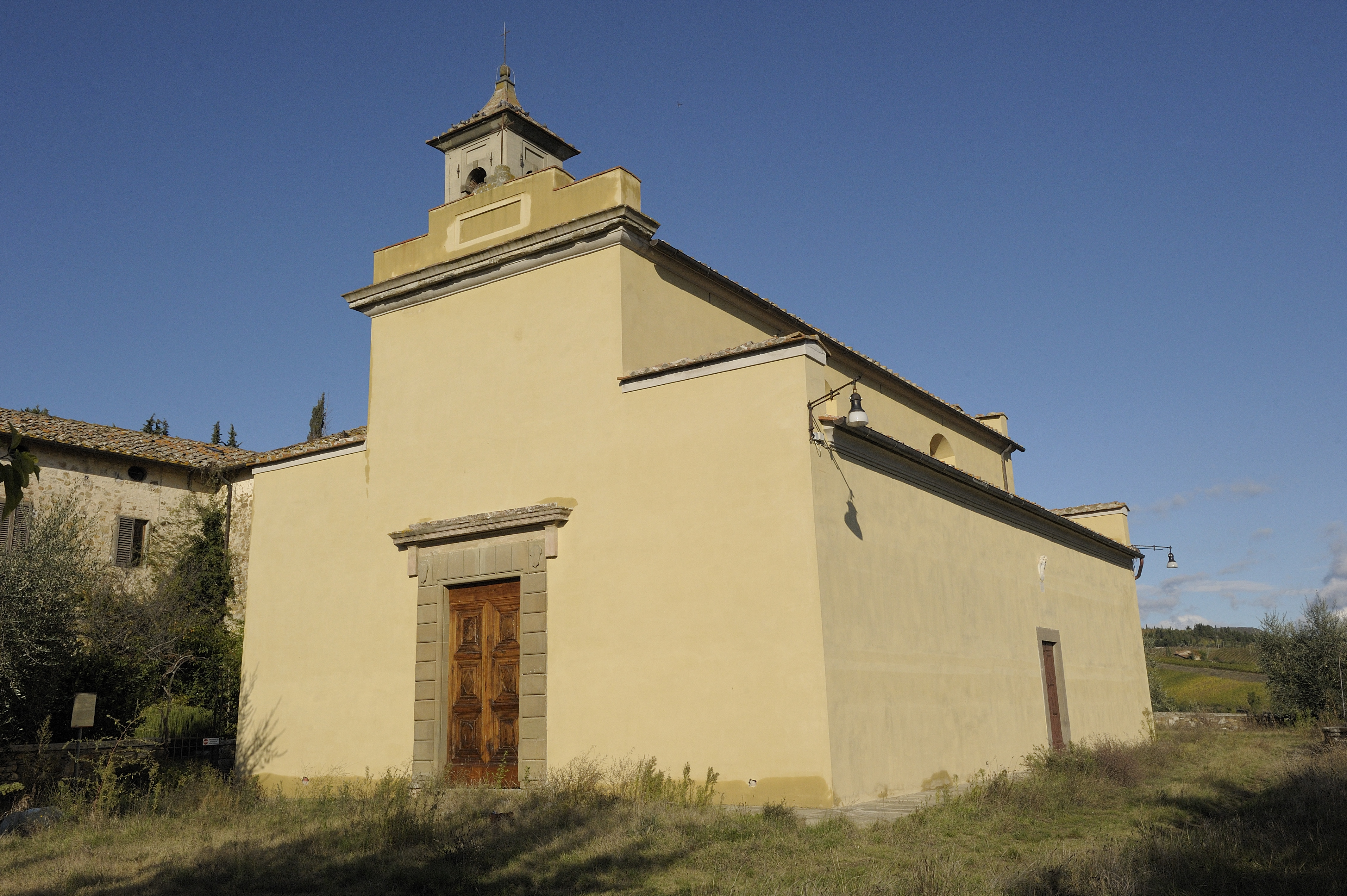
Kirche Santa Maria Novella

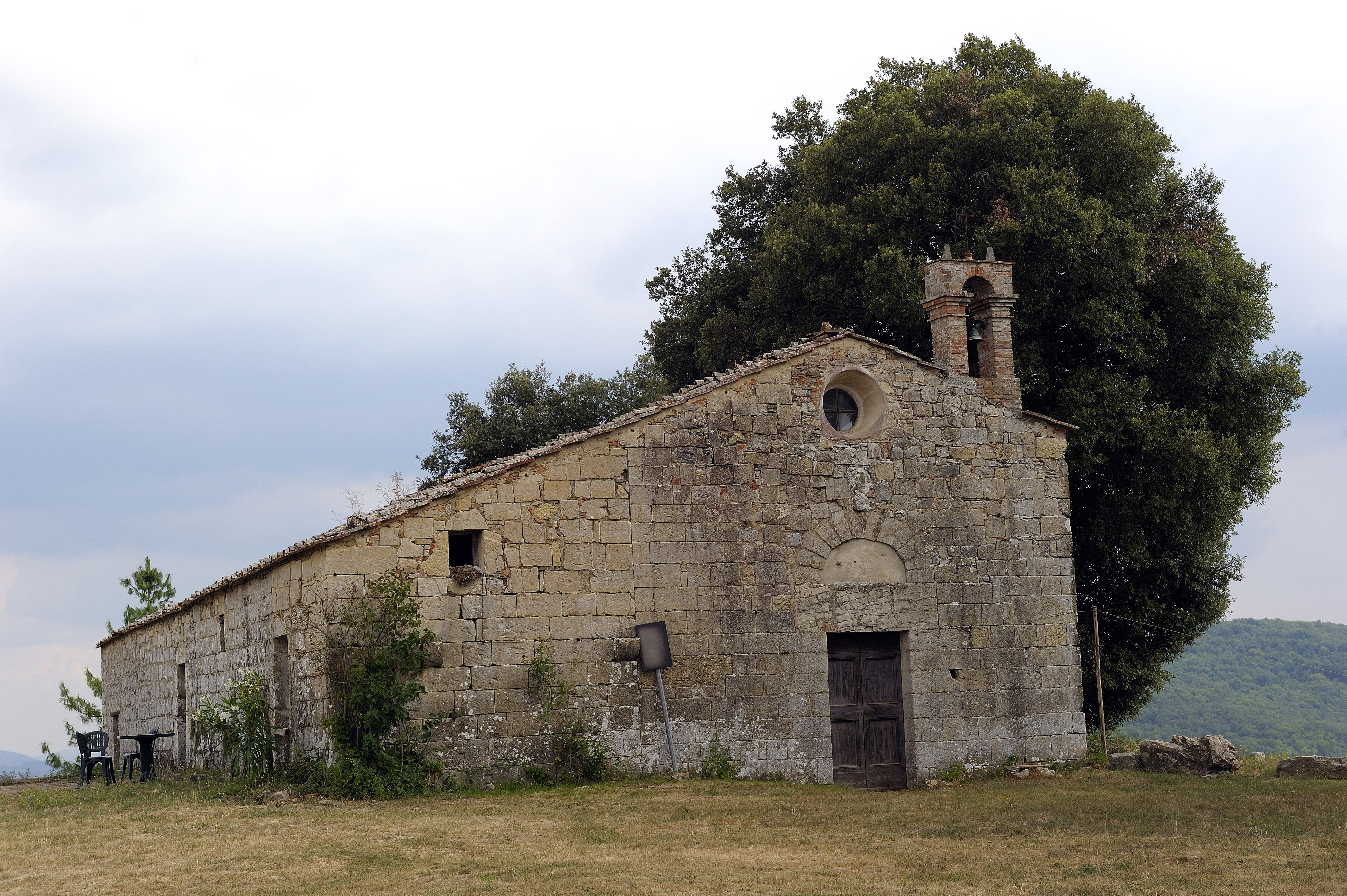
Kirche Santa Maria in Colle a Badiola

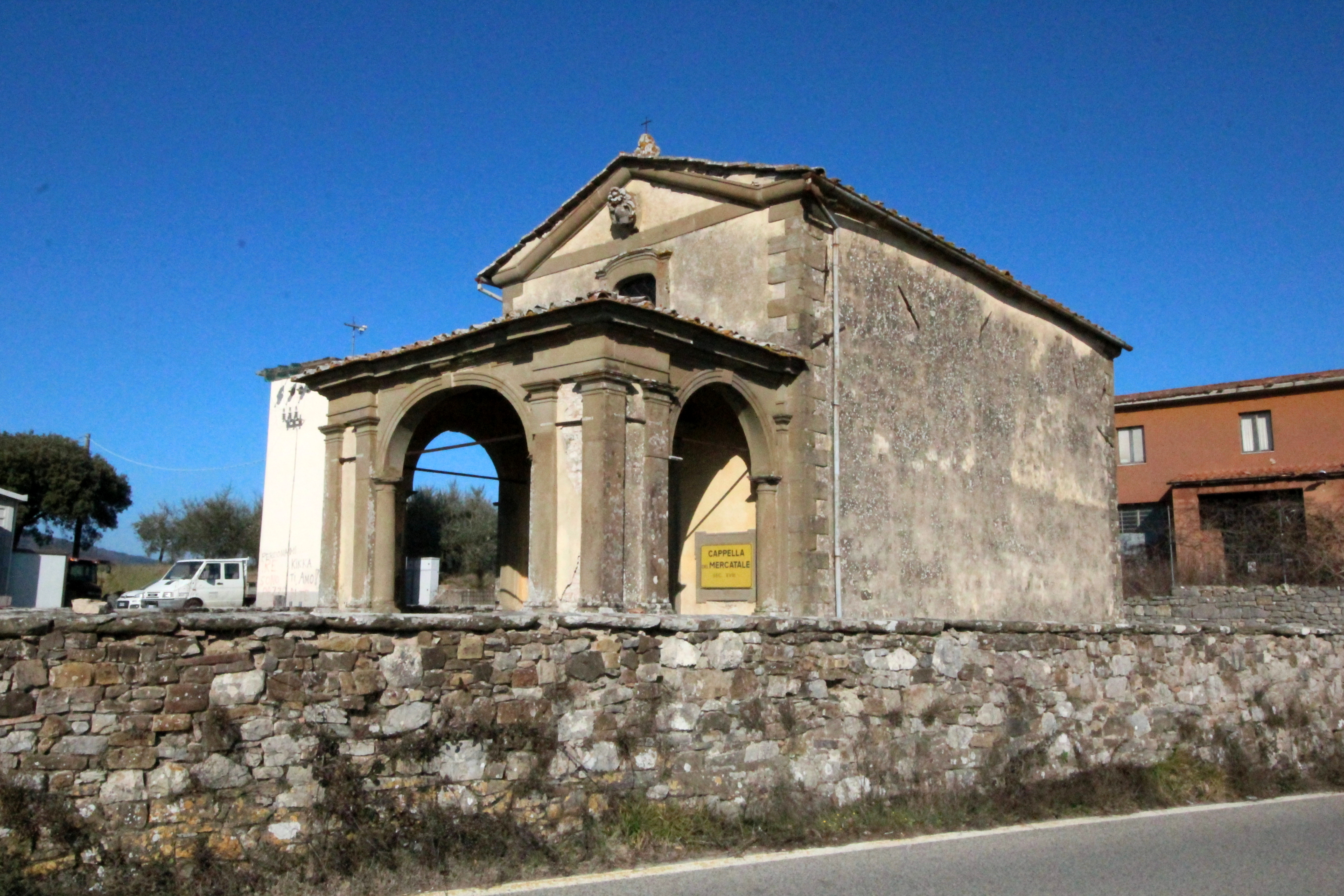
Kapelle Santa Maria Maddalena dei Pazzi

- Propositura di San Niccolò, Kirche im Ortskern aus der Zeit der Romanik. Wurde in den 1920er Jahren durch Carlo Coppedè wesentlich verändert. Enthält am Hauptaltar ein Crocifisso aus dem 14. Jahrhundert, im linken Querhaus das Werk Madonna del Rosario, Santi e Beati von Alessandro Allori sowie innerhalb der Kirche einen Flügelaltar von Bernardo Daddi.[8]
- Palazzo del Podestà (auch Palazzo Pretorio), Rathaus aus dem 15. Jahrhundert, wurde um 1415 begonnen und enthält an der Außenfassade die Wappen der Herrscherfamilien.[7]
- Stadtmauer (ebenfalls aus dem 14. Jahrhundert, zum Teil von innen begehbar). Die Stadttore Porta Fiorentina und Porta Valdarnese sind heute nicht mehr vorhanden.
- Santa Maria in Prato, Kirche unterhalb des Ortskerns, die im 16. Jahrhundert entstand. Enthält von Neri di Bicci das Tafelbild Madonna col Bambino tra i Santi Nicola di Bari, Giovanni Battista, la Maddalena e Antonio abate.[8]
- Santa Maria Novella, bereits 1010 erwähnte Kirche. Wurde im 19. Jahrhundert restauriert und enthält aus der Werkstatt von Santi Buglioni (um 1494–1576) das Werk Madonna col Bambino tra i Santi Pietro, Lorenzo, Stefano e Paolo.[8]
- Castello di Albola. Der Ort wurde 1010 erwähnt, die Burg stammt aus dem 12. Jahrhundert.[7]
- San Salvatore ad Albola, Kirche in Albola (12. Jahrhundert).[9]
- Villa di Albola (auch Villa di Pian d’Albola), Villa ca. 500 m westlich der Burg. 1247 erwähntes Gebäude, das im 16. und 18. Jahrhundert vergrößert wurde. Die links an die Villa anliegende Kapelle San Giuseppe entstand um 1739.[10]
- Santa Maria in Colle a Badiola, seit 1187 dokumentiert.[8]
- San Pietro a Bugialla, Kirche in Bugialla, um 1276 erwähnt.[11]
- San Michele, Kirche in Colle Petroso (auch Collepetroso), im 13. Jahrhundert erwähnt.[12]
- Santa Cristina, Kirche in La Villa. Wurde erstmals 126 erwähnt und 1437 als Parochialkirche dokumentiert. Wurde 1872 komplett erneuert und im 20. Jahrhundert weiter verändert. So stammt der Hochaltar aus Stein aus dem Jahr 1955 und ersetzte einen Älteren aus der Zeit des Barock.[13]
- Santa Maria Maddalena dei Pazzi, La Villa. Die Kapelle entstand 1720 auf Willen von Ferdinando Alessandro Minucci über der der älteren Kapelle Madonna del Mercatale. Erlitt im Zweiten Weltkrieg Schäden und wurde 1947 restauriert.[14]
- Sant’Andrea, Kirche in Livernano (auch Livornano, Livurniano). Im 13. Jahrhundert erwähnt.[15]
- San Martino, Kirche in Lucarelli, die ab 1938 durch den Architekten Egisto Bellini entstand.[16]
- Badia a Montemuro, Klosterruine in Montemuro.
- San Pietro a Montemuro, Kirche in Montemuro.
- Castello di Monterinaldi, Burg in Monterinaldi. Der Ort hat etruskische Wurzeln, die Burg selbst wird am 25. Mai 1191 von Heinrich VI. als Besitz der Guidi erwähnt. Erlitt im Konflikt zwischen Siena und Florenz (12. bis 16. Jahrhundert) mehrfach Schäden. Heute ist der Ort Sitz eines Weinproduzenten.[8]
- San Martino, Kirche in Monterinaldi.
- Compagnia di Santa Brigida, ehemaliges Gebetshaus der Compagnia di Santa Brigida in Monterinaldi.
- San Fedele (auch Paterno del Chianti, San Fedele a Paterno), Pieve in Paterno, die im 13. Jahrhundert dokumentiert wurde.[17]
- San Niccolò, Kirche in Selvole. Der Ort wurde 1155 erwähnt.[18]
- Castello di Volpaia (auch Golpaia oder Vulpaio) im Stadtteil Volpaia. Die Burg entstand im 12. Jahrhundert.[7]
- Sant’Eufrosino (Commenda di Sant’Eufrosino a Volpaia), Kirche und Kommende in Volpaia, die auf Willen von Pietro di ser Lorenzo della Volpaia im 15. Jahrhundert entstand.[8]
- San Lorenzo, Kirche in Volpaia, im 13. Jahrhundert dokumentiert.[19]
- Madonna del Fossato, Kapelle bei Volpaia, die 1687 entstand.[20]

## Gemeindepartnerschaften
Radda unterhält eine Gemeindepartnerschaft mit dem südwestfranzösischem Ort Saint-Brice im Arrondissement Cognac.

## Auszeichnungen
- Radda in Chianti ist Träger der Bandiera Arancione des Touring Club Italiano.[21]